# Baler

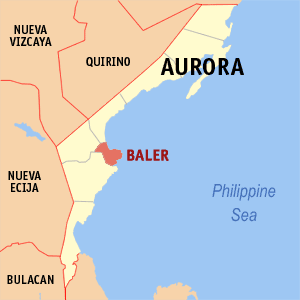
Balers läge i provinsen Aurora.

Baler är en ort i Filippinerna som är administrativ huvudort för provinsen Aurora i regionen Centrala Luzon. Baler räknas officiellt inte som stad utan är en kommun, och hade 39 562 invånare vid folkräkningen 2015. Kommunen är indelad i 13 smådistrikt, barangayer, varav endast två är klassificerade som urbana.